# Armenische Zahlschrift
Die armenische Zahlschrift ist eine Zahlschrift, die auf der armenischen Schrift beruht. Es gab kein Zeichen für die Null. Die armenischen Zahlen wurden bis zur Übernahme der indischen Ziffern allgemein verwendet. Heute werden sie gelegentlich noch benutzt, um Jahreszahlen oder Kapitelnummern anzugeben.

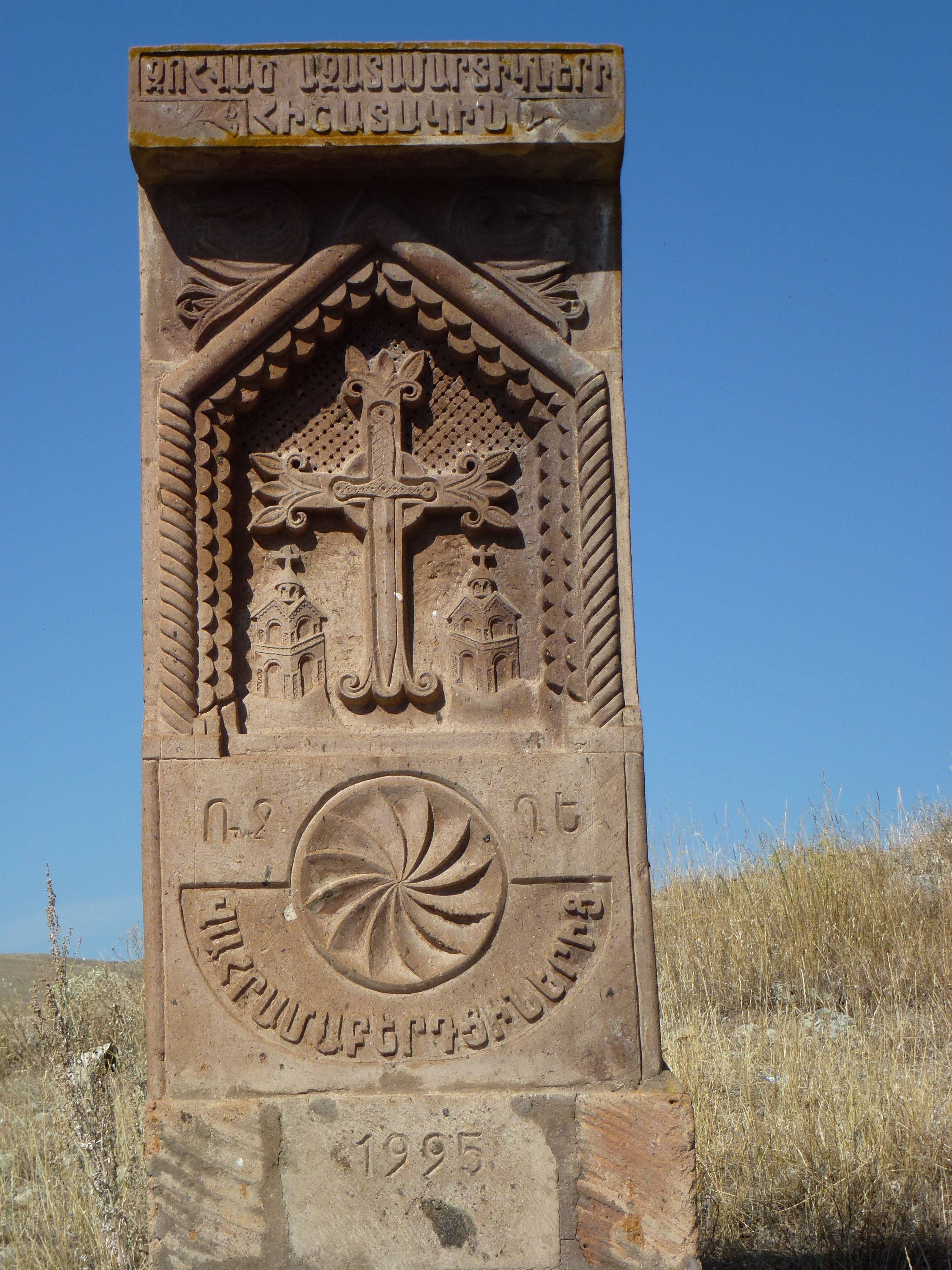
Chatschkar mit der Jahreszahl ՌՋՂԵ (1995)

| Ա     | Բ     | Գ    | Դ    | Ե    | Զ    | Է    | Ը    | Թ    |
| 1     | 2     | 3    | 4    | 5    | 6    | 7    | 8    | 9    |
| Ժ     | Ի     | Լ    | Խ    | Ծ    | Կ    | Հ    | Ձ    | Ղ    |
| 10    | 20    | 30   | 40   | 50   | 60   | 70   | 80   | 90   |
| Ճ     | Մ     | Յ    | Ն    | Շ    | Ո    | Չ    | Պ    | Ջ    |
| 100   | 200   | 300  | 400  | 500  | 600  | 700  | 800  | 900  |
| Ռ     | Ս     | Վ    | Տ    | Ր    | Ց    | Ւ    | Փ    | Ք    |
| 1000  | 2000  | 3000 | 4000 | 5000 | 6000 | 7000 | 8000 | 9000 |
| Օ     | Ֆ     |      |      |      |      |      |      |      |
| 10000 | 20000 |      |      |      |      |      |      |      |

## Beispiele
Zur Darstellung von Zahlen werden grundsätzlich nur Großbuchstaben verwendet, weil die Armenische Schrift anfangs keine kleinen Buchstaben enthielt. Die Zahlen Օ (10000) und Ֆ (20000) wurden erst im Mittelalter eingeführt, als die entsprechenden Buchstaben zum Alphabet hinzugefügt wurden.
- Ծ=50
- ՃԻ=100+20=120
- ՌՋՀԵ=1000+900+70+5=1975
- ՍԴ=2000+4=2004
- ՍՄԻԲ=2000+200+20+2=2222

Die traditionelle armenische Zeitrechnung beginnt am 11. Juli 552. So entspricht 1935 n. Chr. dem armenischen Jahr 1383 (ՌՅՁԳ) oder 1384 (ՌՅՁԴ).
Գ. գլուխ bedeutet 3. Kapitel. Գարեգին Բ. (transliteriert Garegin B.) bedeutet Karegin II.